# Dap Prampi Mesa Chokchey
Dap Prampi Mesa Chokchey (idioma camboyano: Victorioso 17 de abril) fue el himno nacional de Camboya entre 1975 y 1979, bajo la Kampuchea Democrática de los Jemeres Rojos

## Letra
ឈាមក្រហមច្រាល

ស្រោចសព៌ក្រុងវាល កម្ពុជាមាតុភូមិ

ឈាមកម្មករ កសិករដ៏ឧត្តម

ឈាមយុទ្ធជន យុទ្ធនារីបដិវត្តិ ។
ឈាមប្រែក្លាយជា កំហឹងខ្លាំងក្លា

តសូមោះមុត

ដប់ប្រាំពីរមេសា ក្រោមទង់បដិវត្តិ

ឈាមរំដោះ អំពីភាពខ្ញុំគេ ។
ជយោ ! ជយោ ! ដប់ប្រាំពីរមេសាជោគជ័យ

មហាអស្ចារ្យមានន័យធំធេង

លើសសម័យអង្គរ !
យើងរួបរួមគ្នា

កសាងកម្ពុជានឹងសង្គមថ្មីបវរ

ប្រជាធិបតេយ្យ សមភាពនឹងយុត្ដិធម៌

តាមមាគ៌឵ម្ចាស់ការ ឯករាជ្យរឹងមាំ
ប្ដេជ្ញាដាច់ខាត ការពារមាតុភូមិ

ទឹកដីឧត្តម បដិវត្តដ៏រុងរឿង
ជយោ ! ជយោ ! ជយោ ! កម្ពុជាថ្មី 

ប្រជាធិបតេយ្យ សំបូរថ្កុំថ្កើង

ប្តេជ្ញាជ្រោងគ្រវី ទង់បដិវត្តិក្រហមខ្ពស់ឡើង

សាងមាតុភូមិយើង  អោយចំរើនលោតផ្លោះ

មហារុងរឿង មហាអស្ចារ្យ !

## Pronunciación en camboyano
Chiəm krɑhɑɑm craal 

sraoc sarəp kroŋ wiəl Kampuciə miəto-phuum 

Chiəm kamməkɑɑ kasekɑɑ dɑɑ qutdɑm 

chiəm yuttə-cu˘ən yuttə-niərii paqtewo˘ət. 
Chiəm prae klaay ciə kɑmhəŋ klaŋ klaa 

tɑɑ sou mu˘əh mut 

Dɑp-pram-pii meesaa kraom tu˘əŋ paqtewo˘ət 

chiəm rumdɑh qɑmpii phiəp kñom kei.
Ce˘əyoo! Ce˘əyoo! Dɑp-pram-pii meesaa cook-cəy 

mɔhaa qɑhcaa miən nəy thom-theeŋ 

ləə samay Qɑŋkɔɔ!
Yəəŋ ruəp-ruəm kniə 

kɑɑ-saaŋ Kampuciə nɨŋ sɑŋkum tməy bɑɑwɑɑ 

prɑciə-thɨppətay saa-mɔɔ-phiəp nɨŋ yuttə-thɔə 

taam miəkiə mcah kaa qaekkəriəc rɨŋ mo˘əm.
Pdacñaa dac khaat kaapiə miəto-phuum 

tɨk dəy qutdɑm paqtewo˘ət dɑɑ ruŋ-rɨəŋ! 
Ce˘əyoo! Ce˘əyoo! Ce˘əyoo! Kampuciə tməy 

prɑciə-thippətay sɑmboo tkom tkaəŋ 

Pdacñaa crooŋ krɔwii tu˘əŋ paqtewo˘ət krɑhɑɑm kpu˘əh laəŋ 

saaŋ miəto-phuum yəəŋ qaoy cɑmraən loot plɑh 

mɔhaa ruŋ-rɨəŋ mɔhaa qɑhcaa!

## Traducción
La Sangre de Color Rojo Brillante
se derramaba en las ciudades y llanuras de Kampuchea, nuestra patria
la sangre de nuestros buenos trabajadores y agricultores,
la sangre de nuestros combatientes revolucionarios.
Su sangre produjo una gran ira y el coraje
para luchar con heroísmo.
El 17 de abril, bajo la bandera revolucionaria,
su sangre nos ha liberado del estado de esclavitud.
¡Viva, viva, el victorioso 17 de abril
Esa victoria maravillosa tenía más importancia
que el período de Angkor!
Nos unimos
Para construir una Kampuchea con una nueva y mejor sociedad
Democrática, igualitaria y justa.
Seguimos el camino hacia la independencia con firmeza basada.
Nosotros nos garantizamos absolutamente para defender nuestra patria,
nuestro territorio bien, nuestra revolución magnífica!
¡Viva, viva, viva! Por la nueva Kampuchea
Una tierra espléndida y democrática de la abundancia!
Nos garantizamos para levantar en alto y ondear la bandera roja de la revolución.
Convertiremos a nuestra patria en la más próspera de todas,
magnífica, maravillosa!.